# Territoris especials de la Unió Europea

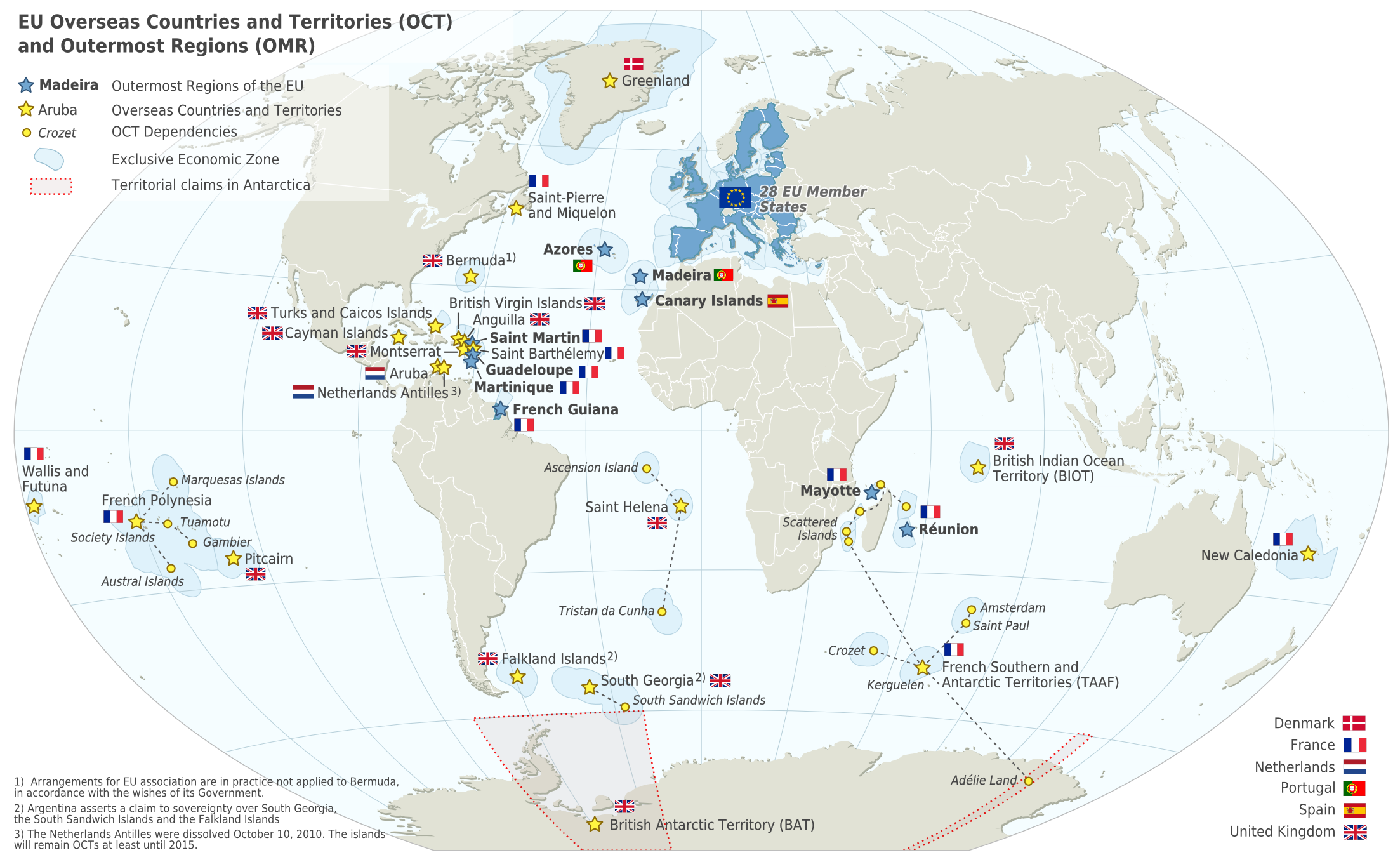
Mapa de la Unió Europea en el món, amb els països i territoris d'ultramar (OCT) i les regions ultraperifèriques (OMR).

Els Territoris especials de la Unió Europea són territoris de diversos Estats membres de la Unió Europea que, per raons històriques, geogràfiques o polítiques, gaudeixen d'un estatus especial dins o fora de la Unió Europea. Aquests estatus van des de la derogació limitada o no derogació de les polítiques de la UE, a la inclusió limitada a les polítiques comunitàries, o no aplicar-ne cap en absolut. La major part dels territoris que es troben fora de la Unió Europea, tanmateix, tenen una relació especial amb la UE.

## Classificació dels territoris especials de la Unió Europea
| Territoris que formen part de la UE | Territoris que formen part de la UE | Territoris que no formen part de la UE o on no s'hi apliquen els tractats | Territoris que no formen part de la UE o on no s'hi apliquen els tractats             | Territoris que no formen part de la UE o on no s'hi apliquen els tractats                                                               |
| Regions autònomes especials | Regions ultraperifèriques | Països i territoris d'ultramar | Casos especials                                                                       | Altres països o territoris |
| --- | --- | --- | ------------------------------------------------------------------------------------- | --- |
| Alemanya - Büsingen am Hochrhein - Helgoland Itàlia - Campione d'Italia - Livigno - Llac de Lugano Espanya - Ceuta - Melilla Finlàndia - Åland Grècia - Atos | Dependències d'ultramar franceses - Guaiana Francesa - Guadeloupe - Martinica - Mayotte - Illa de la Reunió - Saint-Martin Espanya - Canàries Portugal - Açores - Madeira | Dependències d'ultramar franceses - Nova Caledònia - Polinèsia Francesa - Wallis i Futuna - Saint-Pierre i Miquelon - Saint Barthélemy Regne dels Països Baixos - Aruba - Curaçao - Sint Maarten - Bonaire, Sint Eustatius i Saba Regne de Dinamarca - Groenlàndia | Xipre - Xipre del Nord Territoris antàrtics - Terres Australs i Antàrtiques Franceses | Associats · Andorra · Mònaco · San Marino · Ciutat del Vaticà · No inclosos · França - Illa Clipperton Regne de Dinamarca - Illes Fèroe |
| Notes: 1. 2. 3. 4. 5. 6. 7. 8. | | |                                                                                       | |

## Regions autònomes especials
Les regions autònomes especials, són territoris pertanyents a països de la UE que, a causa de diferents circumstàncies geogràfiques o polítiques, tenen disposicions especials per les que se'ls eximeix d'aplicar algunes matèries del dret comunitari europeu.
Aquestes regions són: 
- Dues localitats alemanyes (Büsingen am Hochrhein i Heligoland)
- Dues localitats italianes (Campione d'Itàlia i Livigno) i les aigües territorials de llac de Lugano
- Dues ciutats autònomes espanyoles (Ceuta i Melilla)
- Una província autònoma finlandesa (Åland)
- Un territori autònom grec (Mont Atos)

### Åland
Åland és un grup d'illes pertanyents a Finlàndia, però amb autonomia parcial, situades entre Suècia i Finlàndia, amb una població de parla sueca. Es va unir a la UE junt amb Finlàndia el 1995. Les illes tenien un referèndum separat sobre l'adhesió i igual que la part continental de Finlàndia va votar a favor.
La legislació de la UE s'aplica a les Illes Åland. Tanmateix, hi ha algunes excepcions, a causa de la situació especial de les illes. Åland es troba fora de la zona d'IVA i està exempta de les normes comunes amb relació als impostos, els impostos especials i els impostos indirectes. A més a més, per protegir l'economia local, el tractat d'adhesió permet el concepte de hembygdsrätt / kotiseutuoikeus (veïnatge civil). En conseqüència, hi ha restriccions a la tinença de béns mobles i immobles, el dret d'establiment per motius de negocis i limitacions sobre qui pot donar serveis en Åland per a les persones que no disposin d'aquest estatus. L'estatus pot ser obtingut per qualsevol persona que resideixi legalment en Åland durant 5 anys i que pugui demostrar un coneixement adequat de la llengua sueca.

### Büsingen am Hochrhein
És un enclavament alemany situat en Suïssa. Encara que pertany a la comunitat com a territori alemany, està integrat en el territori duaner suís i s'hi aplica la fiscalitat suïssa.

### Ceuta i Melilla
Les condicions de pertinença de les ciutats autònomes de Ceuta i Melilla va ser objecte de nombroses negociacions, integrant-se finalment en la Comunitat Econòmica Europea (CEE) amb una sèrie de requisits particulars, originats fonamentalment per la seva situació geogràfica i escassetat de recursos -a causa de la petita dimensió del seu territori-, que van motivar que Espanya sol·licités una sèrie de condicions especials d'integració per a les ciutats:
- No estan dins del territori duaner de la UE.
- Tenen la condició de tercer estat a efectes duaners.
- Els productes originaris de les ciutats són considerats com a provinents de tercers estats i no com si tinguessin el seu origen a estats membres.
- Les actes en matèria de política comercial comuna que fan referència a l'exportació o importació no tenen aplicació en ambdues ciutats.

Aquestes ciutats no formen part de la zona de l'IVA i en lloc seu apliquen l'IPSI, un impost similar però amb taxes més baixes.
Encara que Ceuta i Melilla, com a territoris espanyols, formen part de l'espai de Schengen, s'apliquen controls a les fronteres de sortida a tots els ciutadans, a causa del règim específic d'exempció de visat per als ciutadans marroquins residents a les províncies de Tetuan i Nador.

### Gibraltar
Gibraltar, fins al 31 de gener de 2020, formava part de la Unió Europea encara que amb un estatus especial, ja que segons el tractat d'adhesió del Regne Unit a la Comunitat Econòmica Europea el 1973, Gibraltar entrava a la CEE com un «territori europeu de les relacions exteriors del qual el govern del Regne Unit és responsable». En la pràctica, suposava considerar a Gibraltar dintre de la UE com a territori dependent del Regne Unit, encara que amb un estatus especial com succeeix amb altres regions europees. Segons el negociat pel Regne Unit a petició del govern de Gibraltar, algunes lleis de la UE no s'estenien a Gibraltar. Segons diverses disposicions del tractat d'adhesió del Regne Unit a les comunitats europees, Gibraltar:
- Estava fora de la unió Duanera de la Unió Europea.
- Estava exclòs de la Política Agrícola Comuna (PAC).
- Estava exclòs de l'harmonització de l'IVA.
- No destinava cap part dels ingressos de duanes a la UE.
- Amb relació al comerç de béns, Gibraltar era considerada, de fet, com a territori extern per la UE.

Gibraltar no formava part de l'espai de l'espai de Schengen, ja que el Regne Unit, país del qual depèn, tampoc forma part d'ell.

### Heligoland
Heligoland és una petita illa alemanya situada en la vora sud-est del mar del Nord. Pertany a l'estat alemany de Schleswig-Holstein. Ara com ara l'illa és un lloc de vacances i gaudeix d'exempcions d'impostos, per la qual cosa una bona part de l'economia de l'illa es basa en la venda de cigarrets, begudes alcohòliques i perfums als turistes que visiten l'illa. Es troba fora de la unió duanera i de la zona comuna de l'IVA de la Unió Europea.

### Livigno
El municipi italià de Livigno gaudeix d'un estatus de zona franca i es troba fora de la unió duanera i de la zona comuna de l'IVA de la Unió Europea. Aquest fet ha afavorit molt el desenvolupament del turisme, ja que es pot comprar a més baix cost tabac, sucre i alcohol.

### Mont Atos
És la llar de 20 monestirs ortodoxos grecs, romanesos, rus, búlgar, serbi i georgià, que conformen un territori autònom sota sobirania grega. Aquesta consideració li permet estar exempt d'unes certes lleis, tant gregues com provinents de la Unió Europea, i permeten al territori de prohibir l'entrada a totes les dones. Així mateix, tampoc està obligat a seguir les lleis sobre impostos ni l'Acord de Schengen. Al Mont Atos només hi poden viure monjos de sexe masculí i la població del 2005 ronda els 2.200 habitants.

## Regions ultraperifèriques

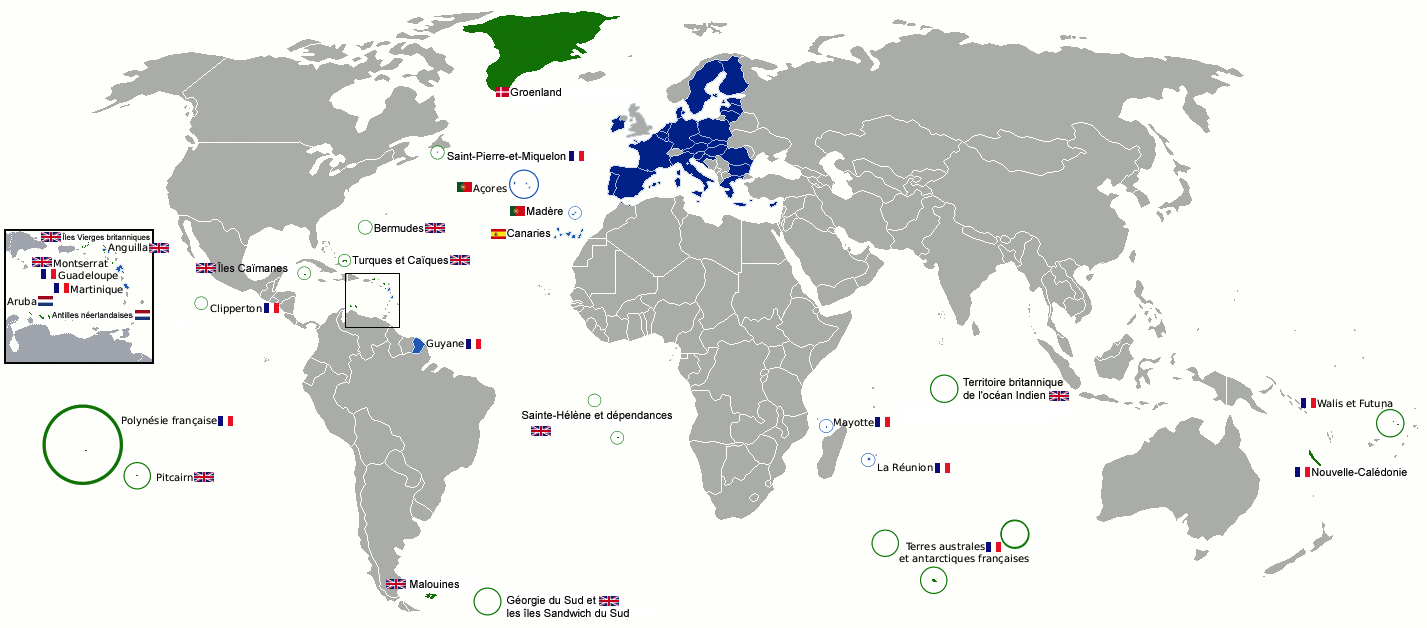
La Unió Europea
Territori continental dels Estats membres de la Unió Europea
Regions ultraperifèriques
Països i territoris d'ultramar

Al «argot comunitari» es denominen regions ultraperifèriques de la Unió Europea a nou territoris que estant geogràficament allunyats del continent europeu, formen part d'algun dels estats membres de la UE. D'acord amb el Tractat de funcionament de la Unió Europea, el Dret comunitari europeu s'aplica a aquests territoris, però amb mesures específiques a favor del desenvolupament d'aquestes regions que tenen com a objectiu pal·liar les dificultats derivades de la seva gran llunyania geogràfica.
Hi ha nou regions ultraperifèriques:
- Cinc departaments d'ultramar francesos (Guaiana Francesa, Guadalupe, Martinica, Mayotte i Reunió)
- Una col·lectivitat d'ultramar francesa (Saint-Martin)
- Dues regions autònomes portugueses (Açores i Madeira)
- Una comunitat autònoma espanyola (Illes Canàries).

Fins finals de 2011, la col·lectivitat francesa d'ultramar de Saint Barthélemy també era una regió ultraperifèrica de la Unió. Tanmateix, en vista de la seva llunyania de la França metropolitana, el seu estatut jurídic específic, les seves estretes relacions econòmiques amb socis del continent americà i el seu èmfasi al sector turístic, França va sol·licitar el canvi d'estatut de Saint Barthélemy, que va passar a ser un dels països i territoris d'ultramar (PTU) de la Unió. El mencionat canvi va entrar en vigor l'1 de gener de 2012.
L'oficina d'informació, gestió i suport a les regions ultraperifèriques (RUP) es troba a la ciutat de Las Palmas de Gran Canaria, a l'illa de Gran Canària.5 
Les regions ultraperifèriques fan que la Unió tingui un territori marítim àmpliament estès, però també una economia encara més diversa, produint, per exemple, rom, sucre de canya, plàtans, bananes i d'altres fruites i verdures exòtiques. Aquestes regions també són riques en oportunitats que poden ajudar a fomentar les relacions entre els] països veïns d'aquestes regions i la Unió, mentre que ofereixen atractius emplaçaments per a certes activitats relacionades amb la investigació i l'alta tecnologia, com l'Institut Astrofísic de les Illes Canàries, llevat de la base de l'Agència Espacial Europea present a Amèrica del Sud de manera extraoficial.

### Açores

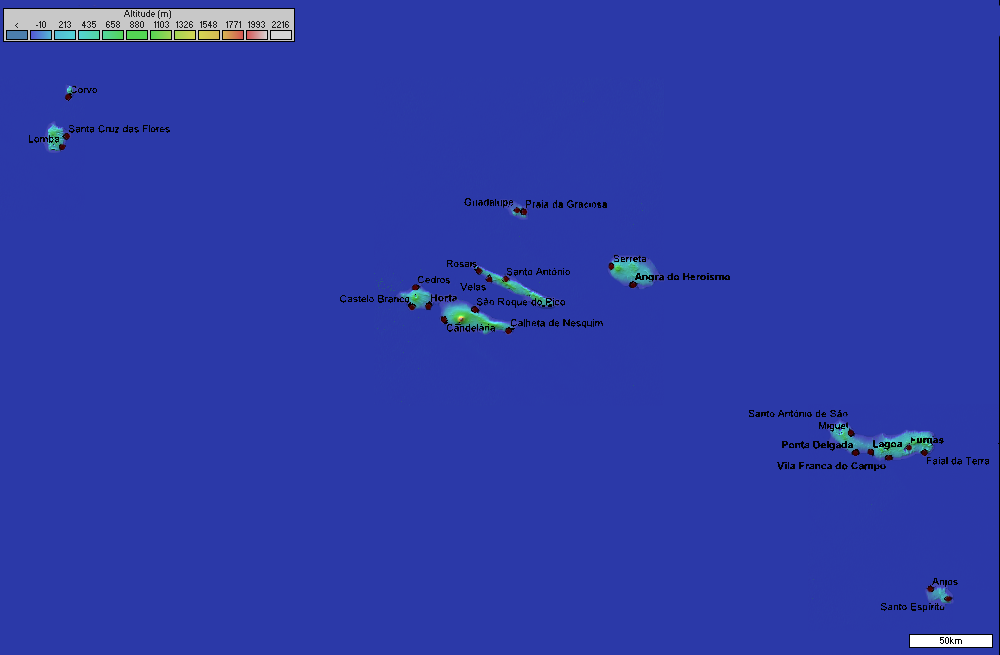
Arxipèlag de les Açores POR.

La Regió Autònoma de les Açores (en portuguès: Região Autònoma dos Açores) són un grup de nou illes, poblades per alguna cosa menys d'un quart de milió d'habitants i situades enmig de l'oceà Atlàntic, a uns 1.500 km de Lisboa, i que forma part de l'arxipèlag de la Macaronèsia.
Encara que podrien aplicar-s'hi excepcions a l'aplicació del dret de la UE, no n'hi ha. El seu IVA és més baix que la resta de Portugal, però no estan fora de la zona de l'Impost sobre el Valor Afegit de la Unió Europea.

### Illes Canàries

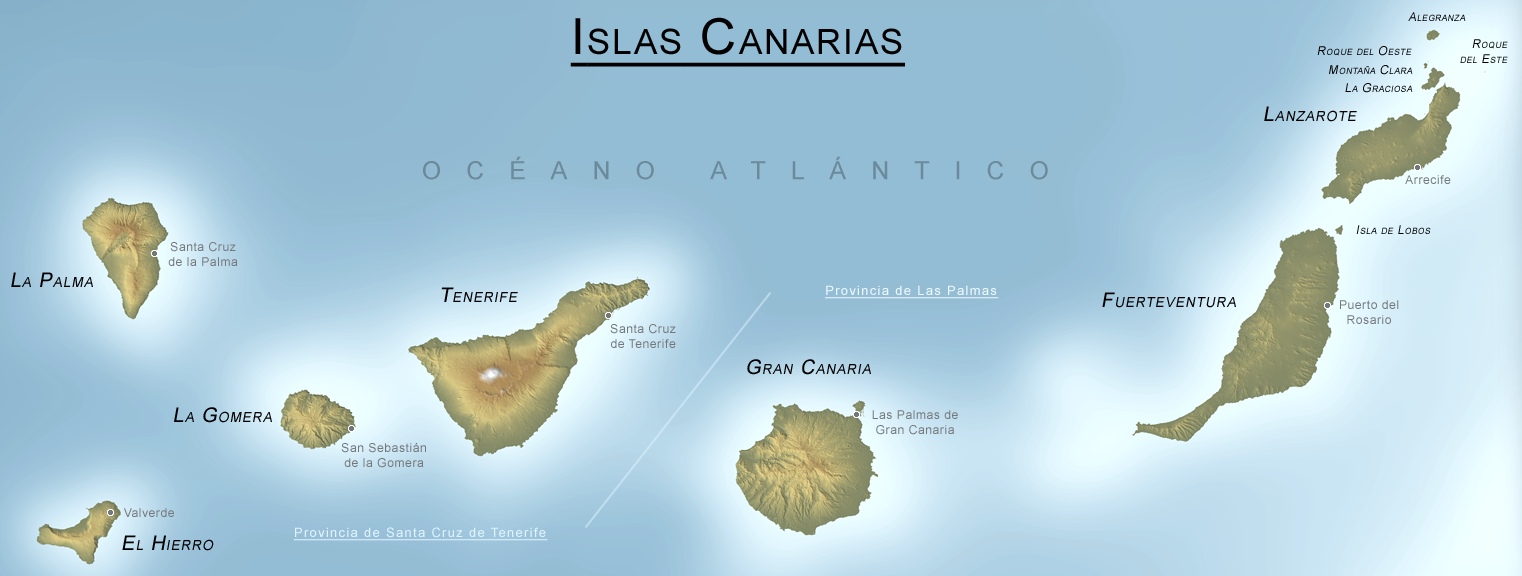
Illes Canàries ESP.

Les Illes Canàries són un arxipèlag enfront de la costa africana, que constitueix una Comunitat autònoma espanyola. Aquesta regió ultraperifèrica és la de població major i l'econòmicament més potent.
La seva economia es basa sobretot en un sector de serveis fort, degut sobretot al seu atractiu turístic. Els visitants de les illes són majoritàriament europeus, entre els quals destaquen els propis espanyols d'altres comunitats, els alemanys i els britànics. Els seus carnestoltes són coneguts a nivell mundial.
A les Canàries no s'aplica l'IVA, sinó que en lloc seu hi ha l'Impost General Indirecte Canari (IGIC), un impost similar a l'IVA però amb taxes més petites.

### Madeira

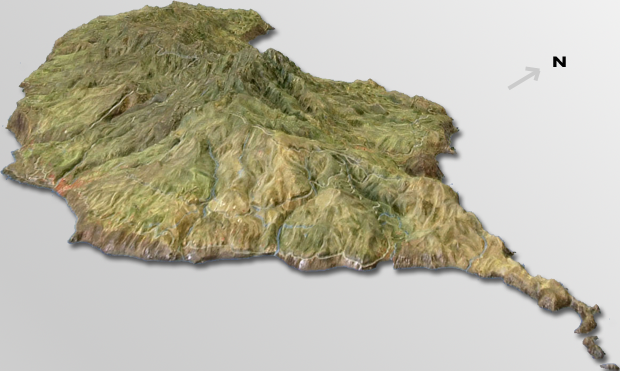
Madeira, POR.

Consta de dues illes habitades, Madeira i Porto Santo; tres illes més petites no habitades, anomenades col·lectivament les Desertes; i l'arxipèlag de les Illes Salvatges. És una regió autònoma portuguesa a més a més d'una RUP de la Unió Europea.
Els pilars econòmics de les illes són el turisme i l'agricultura destacant especialment el conreu de la vinya, produint el famós vi de Madeira. Així mateix, l'illa produeix plàtans, flors exòtiques, fruites subtropicals i tropicals mangos, papaies, pinyes, guaiabes, passionera, alvocat i maracujà i canya sucrera, cafè... També hi creixen palmeres, com el cocoter.
Igual que a les Açores, encara que s'hi podrien aplicar excepcions a l'aplicació del dret de la UE, no n'hi ha. El seu IVA és més baix que la resta de Portugal, però no estan fora de la zona de l'Impost sobre el Valor Afegit de la Unió Europea.

### Dependències d'ultramar franceses
Són cinc departaments o dependències que, sota la llei francesa són, part integrant de la República. Cadascuna forma una regió francesa d'ultramar. L'euro és moneda de curs legal i són part de la Unió Duanera de la Unió Europea. Tanmateix, estan fora de l'espai de Schengen i de la zona del IVA.

#### Guadalupe

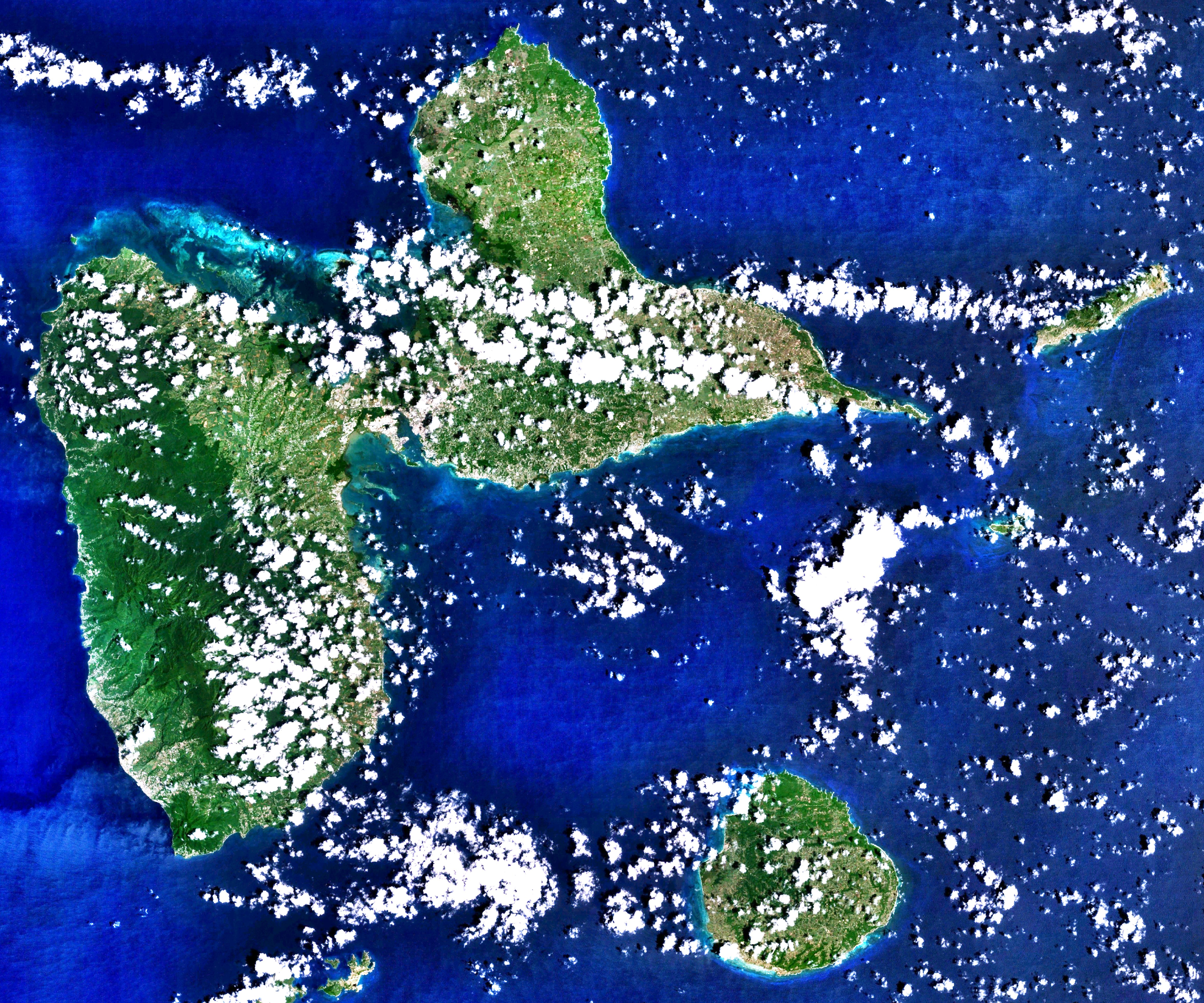
Illa de Guadalupe FRA.

Guadalupe (en francès: Guadeloupe) és un arxipèlag d'illes situades en les Petites Antilles a uns 600 km al nord de les costes d'Amèrica del Sud i al sud-est de la República Dominicana.

#### Guaiana Francesa
La Guaiana francesa és una regió de França, constituïda en departament d'ultramar. Es troba a la costa nord d'Amèrica del Sud, a la regió de Guaiana, entre Brasil i Surinam, limitant al nord amb l'oceà Atlàntic. La seva capital és Caiena. Una densa selva equatorial cobreix 90% del seu territori. Els principals mitjans d'accés a l'interior són les vies fluvials i tan sols per llanxa ràpida es pot arribar a la majoria de les comunitats.
Solament un 5% del territori està habitat pels 208.000 habitants (1999), 60% dels quals són criolls i una mica més del 10% francesos d'Europa. Solament la franja costanera de 390 km és fàcilment accessible, la resta del territori està coberta per un dens bosc equatorial. El seu territori abasta una superfície de 92.300 km².

#### Martinica

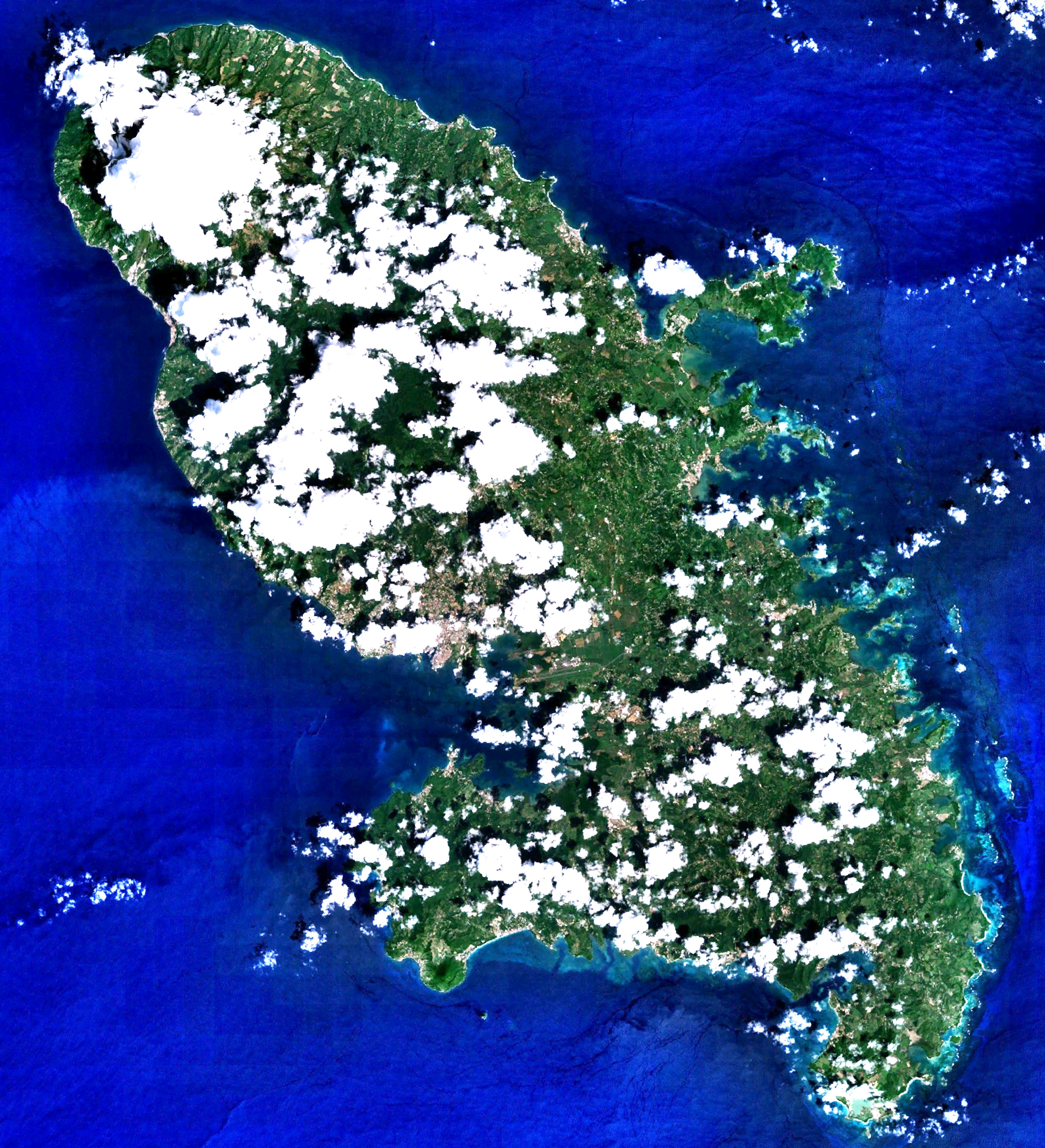
Illa Martinica FRA.

L'illa de Martinica pertany al grup de les anomenades Antilles Menors (Mar Carib) i dins d'aquest pertany al grup de les nomenades Illes de Sobrevent. És muntanyosa i d'origen volcànic.
En qüestions demogràfiques el 90% dels habitants són negres o mulats i el 85% són catòlics.
Al nord de l'illa predomina el bosc tropical d'abundant vegetació, mentre que al sud existeixen les clàssiques platges de sorra blanca caribenya. A més a més del turisme, un altre pilar de l'economia martiniquenca és l'exportació de plàtans.

#### Reunió

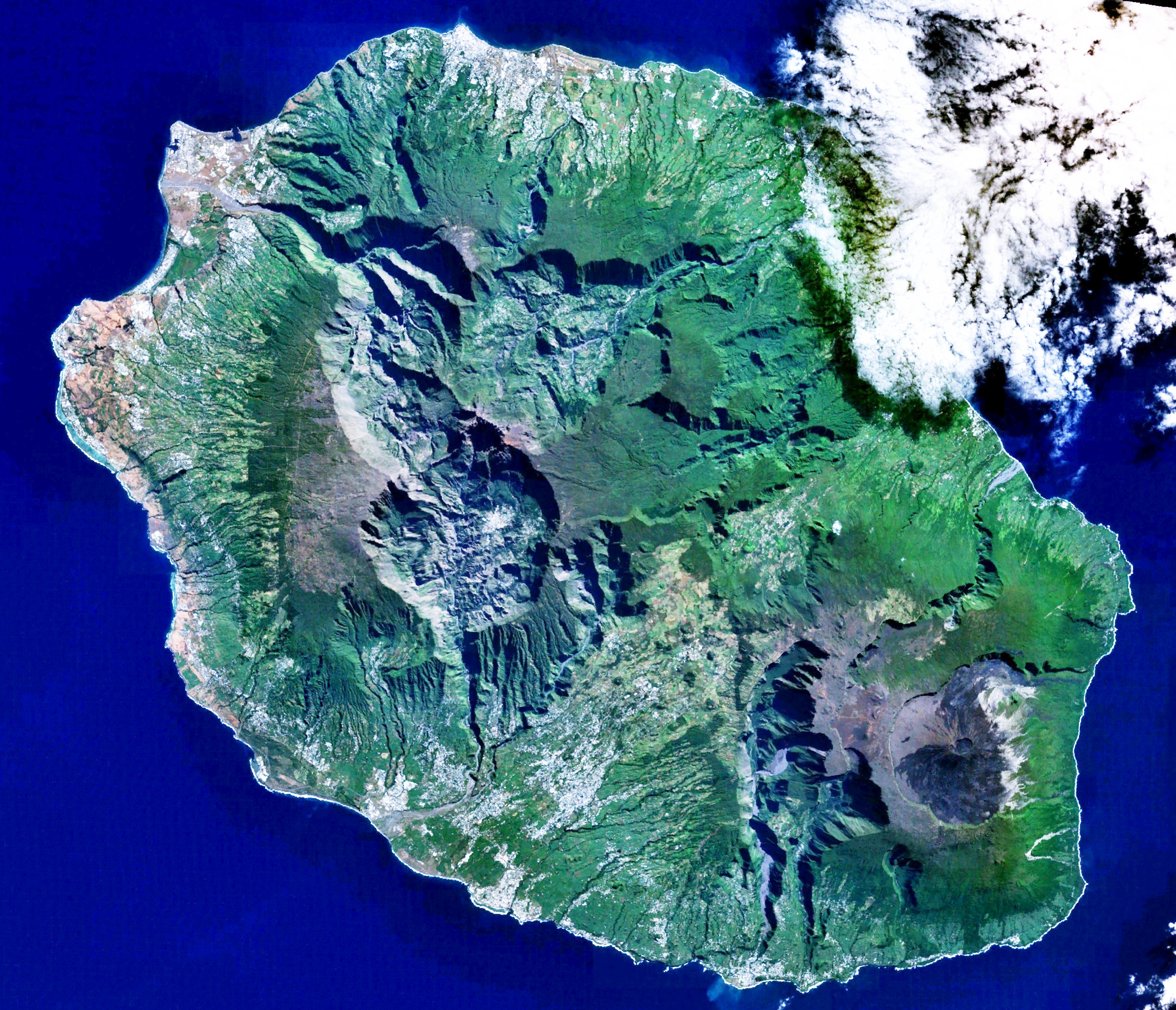
Illa de la Reunió FRA.

L'illa de la Reunió es troba a l'oceà Índic, a prop de l'illa de Madagascar.
Demogràficament la població està composta en un 50% de descendents africans i malgaixos, un 25% d'origen asiàtic, sobretot tàmils, estant la resta mestissos i europeus. La població i l'agricultura es concentren a les zones costaneres i compte amb quasi 800.000 habitants.
El sucre de canya és el principal conreu i producte exportat. Tanmateix, la taxa d'atur és massa alta i el PIB per capita sensiblement menor al de la França metropolitana, pel que rep fons estructurals europeus per ajudar el seu desenvolupament.
És de destacar pel seu valor ecològic, les reserves coral·lines de l'Illa Reunió. El fons marí està protegit a causa de la declaració del seu govern francès com Reserva Marina pel valor dels seus esculls, flora i fauna.

#### Mayotte

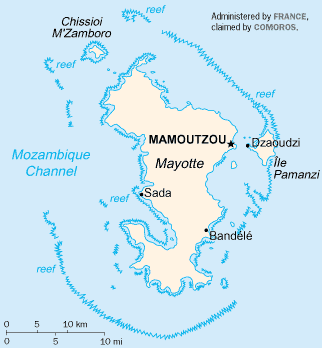
Mayotte, FRA

El 29 de març de l'any 2009 es va fer una consulta popular entre els pobladors de Mayotte, sobre si volien que la seva illa adquirís l'estatus de Departament i els drets d'un Departament i Regió d'Ultramar tal com l'ho estableix l'article 73 de la Constitució de França. Van votar el 61% dels electors inscrits dels quals el 95% va acceptar la proposta. D'aquesta forma a partir de l'any 2011 l'illa es va convertir en el departament francès número 101 i des de l'1 de gener es va integrar en la Unió Europea com RUP.
Anteriorment, el 2011 l'estatus de Mayotte va canviar cap a col·lectivitat d'ultramar, un estatus molt proper al de Departament d'Ultramar Francès (com en el cas de l'Illa de la Reunió, Guadalupe, Martinica i la Guaiana Francesa). Aquest canvi va ser aprovat pel 73% de la població de Mayotte, però malgrat això, les Comores continuen reclamant l'illa.

#### Saint Martin

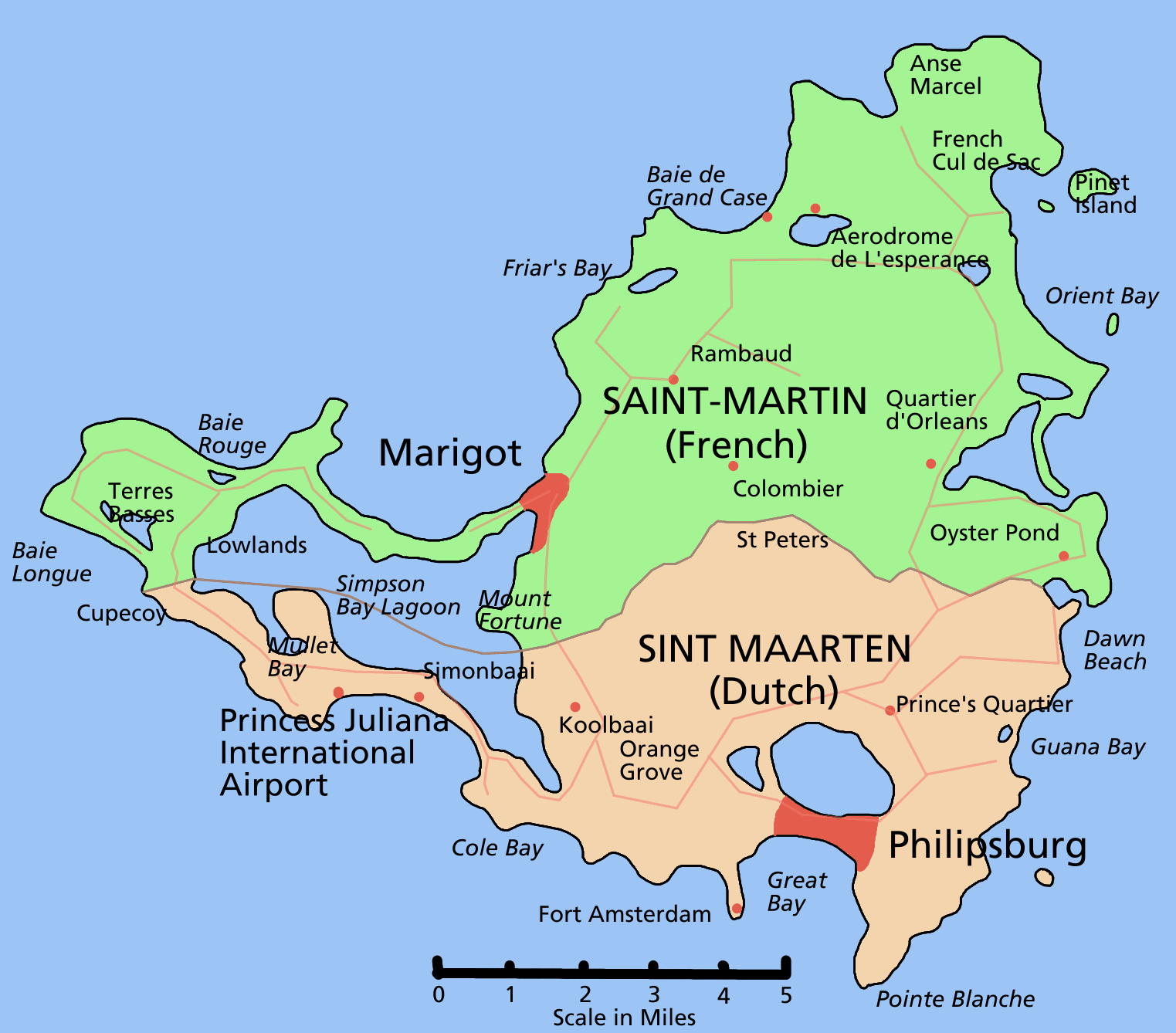
Mapa de l'illa de Saint Martin (en verd la part francesa)

El 22 de febrer de 2007, Saint Martin es va separar del departament francès d'ultramar de Guadalupe, formant una nova col·lectivitat d'ultramar. Com a conseqüència, el seu estatus dintre de la UE no va estar clar per un temps. Mentre que un informe emès pel parlament francès va suggerir que l'illa es va mantenir dins de la UE com a regió ultraperifèrica, documents de la Comissió Europea l'enumeren com fora de la Comunitat Europea. El règim jurídic de l'illa es va aclarir al Tractat de Lisboa, que l'enumera com una regió ultraperifèrica.

## Països i territoris d'ultramar

Territoris Britànics d'Ultramar.

Els països i territoris d'ultramar són territoris que no formen part del territori comunitari, a diferència de les regions ultraperifèriques, però que tenen un estatus especial amb la UE, el que els permet beneficiar-se d'uns certs avantatges que s'apliquen a la UE. Els ciutadans dels països i territoris d'ultramar tenen la nacionalitat dels estats membres dels que depenen -en alguns casos els seus ciutadans no posseeixen una ciutadania plena d'aquests estats-. Aquests territoris no formen part de l'espai de Schengen ni de la unió Duanera de la Unió Europea.

### Territoris britànics d'ultramar
Els territoris britànics d'ultramar, són territoris que no formen part completament integrada del Regne Unit i, per tant, tampoc formen part de la UE, amb l'excepció de Gibraltar, que sí que formava part de la Unió com a territori dependent del Regne Unit amb estatus especial. Abans de la sortida del Regne Unit de la UE, tenien la consideració de països i territoris d'ultramar: 
- Anguilla
- Illes Caiman
- Illes Geòrgia del Sud i Sandwich del Sud
- Illes Malvines
- Illes Pitcairn
- Illes Turks i Caicos
- Illes Verges Britàniques
- Illa de Montserrat
- Santa Helena, Ascensió i Tristan da Cunha
- Territori Antàrtic Britànic (no reconegut internacionalment)
- Territori Britànic de l'Oceà Índic

Les Bermudes, encara que té estatus de territori britànic d'ultramar, va optar per no sol·licitar aquest mateix estatus a la UE, per la qual cosa la legislació de la UE no s'aplicava en aquest territori. D'acord amb el Tractat de funcionament de la Unió Europea, Bermudes podria haver sol·licitat ser reconegut per la UE amb l'estatus de país o territori d'ultramar.
El Regne Unit manté una reclamació pel Territori Antàrtic Britànic, encavalcat amb les reclamacions de l'Argentina (Antàrtida Argentina) i Xile (Territori Xilè Antàrtic) i congelat per la signatura del Tractat Antàrtic.

### Territoris francesos d'ultramar
A més a més dels territoris francesos d'ultramar inclosos com a regions ultraperifèriques, existeixen els següents territoris francesos que no formen part de la Unió Europea: 
- La col·lectivitat de Nova Caledònia.
- Les col·lectivitats d'ultramar de la Polinèsia Francesa, les illes Wallis i Futuna, Saint-Pierre i Miquelon i Saint Barthélemy.
- Les Terres Australs i Antàrtiques Franceses (no reconegudes internacionalment).

L'Illa Clipperton, un atol deshabitat administrat des de la Polinèsia Francesa, encara que no pertany a ella, no té un estatus clar dintre de la UE. Oficialment no té estatus de territori d'ultramar, en no tenir aquesta consideració pel Govern francès, però el fet d'estar administrada des de la Polinèsia Francesa, que sí que té aquesta consideració, fa que a la pràctica sigui considerat com un territori d'ultramar.

### Territoris neerlandesos d'ultramar
A més a més dels Països Baixos europeus, el Regne dels Països Baixos consta d'altres tres països i tres municipis especials fora del continent europeu: 
- Els països d'ultramar d'Aruba, Curaçao i Sint Maarten
- Els municipis especials al Carib Neerlandès de les tres illes Bonaire, Sint Eustatius i Saba.

### Groenlàndia

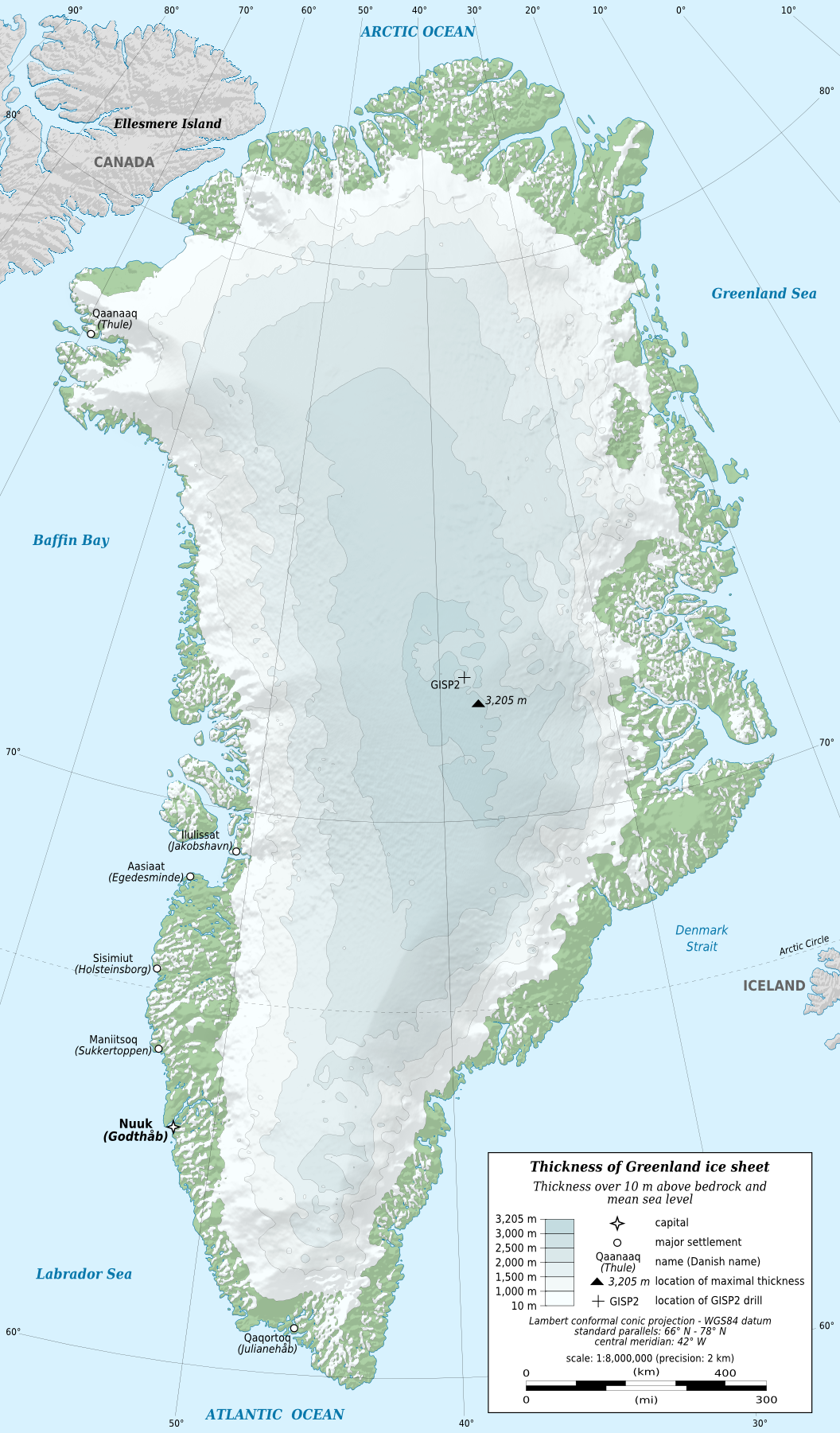
Groenlàndia

Groenlàndia originàriament es va unir a la Comunitat Europea -antecessora de la Unió Europea- com a part del Regne de Dinamarca el 1973, i a diferència de les illes Fèroe que no es van integrar a la UE. Tanmateix, després d'una disputa sobre els drets de pesca i un referèndum que es va donar al problema el 1982, es va negociar un nou estatus per a l'illa. Des de 1985, Groenlàndia té un estatus parcial com ara país o territori d'ultramar. En correspondència amb aquest estatus, la Unió Europea encara té una certa influència sobre el país, especialment en assumptes de comerç de béns groenlandesos.
Els habitants de l'illa posseeixen la ciutadania danesa, estant per tant també ciutadans de la Unió Europea.

## Altres Casos

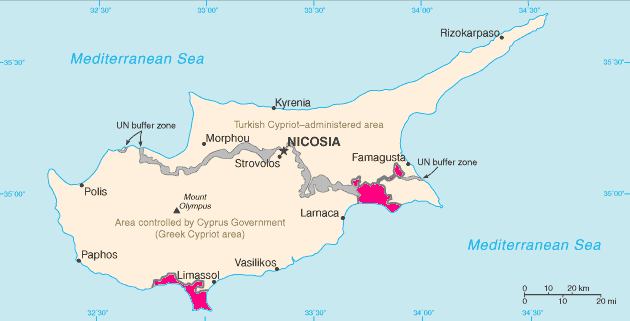
Situació a l'illa de Xipre d'Akrotiri (al sud) i Dekélia (a l'est)

### Akrotiri i Dekélia
Les bases sobiranes d'Akrotiri i Dekélia a Xipre, no formen part de la UE, encara que als ciutadans que resideixen i treballen en elles se'ls aplica la legislació de la UE, sempre que es tractin de ciutadans de la Unió Europea. En aquest cas es considera que es troben en territori xipriota, aplicant-se per tant les lleis d'aquest país.

### Nord de Xipre
Es tracta d'un estat de facto en el terç nord de l'illa de Xipre, al Mediterrani oriental, sota control turc. Turquia és l'únic país que la reconeix explícitament; tots els altres governs i les Nacions Unides reconeixen la sobirania de la República de Xipre sobre tota l'illa. Oficialment dins de la UE té la consideració de part integrant de la República de Xipre, però té suspesa l'aplicació dels tractats de la UE, en aquest territori, fins que es trobin sota control de la República de Xipre.

## Altres territoris
Existeixen d'altres territoris que no estant part de la Unió Europea ni formant part de cap estat membre, mantenen acords d'unió duanera i fiscal i lliure trànsit que els fan funcionar com a territoris de la UE.

### Dependències de la Corona britànica

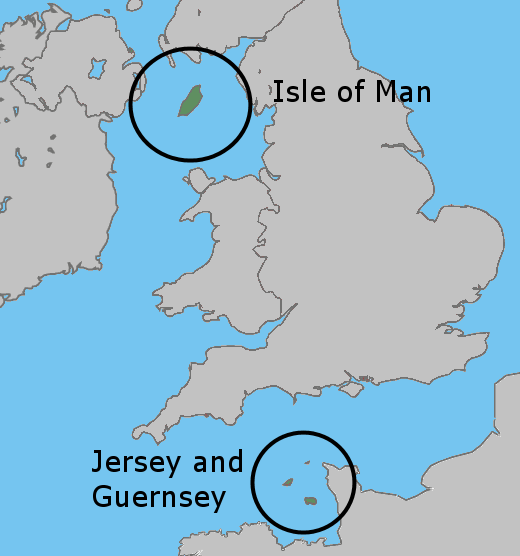
Les Dependències de la Corona

Les dependències de la Corona britànica, situades entre el Regne Unit i Irlanda, com a territoris semiindependents -a diferència dels territoris britànics d'ultramar, que són territoris autònoms-, no van formar part de la UE ni tenien cap estatus especial amb ella, però sí que tenen un estatus especial amb el Regne Unit, que els permetia actuar com a territoris de la UE de facto abans de sortir-se'n.

### Mònaco
Mònaco és un microestat europeu que no pertany a la UE. Tanmateix, manté acords amb França que fan que Mònaco es comporti com si fos una regió autònoma dintre del territori francès. Encara que el dret de la Unió Europea no és aplicable al principat, aquest forma part de l'espai de Schengen i de la unió Duanera de la Unió Europea a través de França, i aplica el mateix tipus d'IVA que la França metropolitana. Així mateix, França és responsable de defensar els interessos del principat davant la UE.